# Starý královský palác (Pražský hrad)
Starý královský palác je historická střední část jižního křídla Pražského hradu, která sloužila jako sídlo českých knížat a králů od 10. do 16. století. Patří k němu kostel Všech svatých, Vladislavský sál, Stará sněmovna, Zemské desky a Ludvíkovo křídlo s někdejší Českou kanceláří. Ve spodních podlažích je zachováno patro paláce Karla IV. a pod ním trůnní sál Soběslavova paláce z první poloviny 12. století.
Prostory jsou přístupné veřejnosti a v podzemí je stálá výstava Příběh Pražského hradu.

## Historie

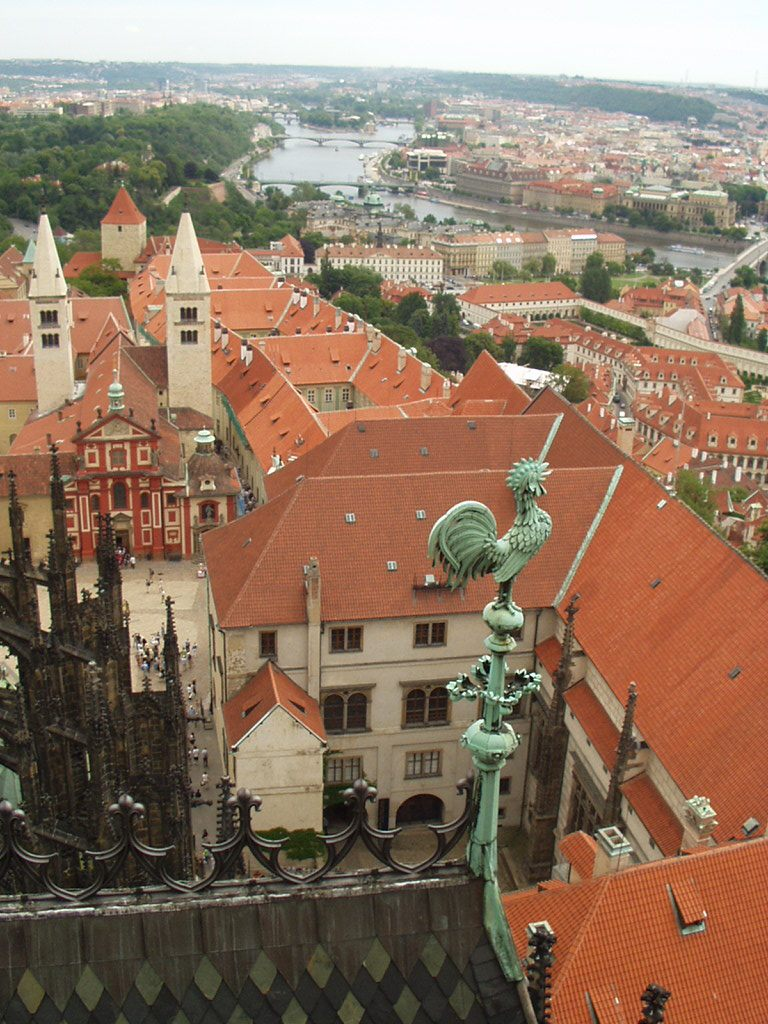
Starý královský palác (vpravo dole) ze svatovítské věže

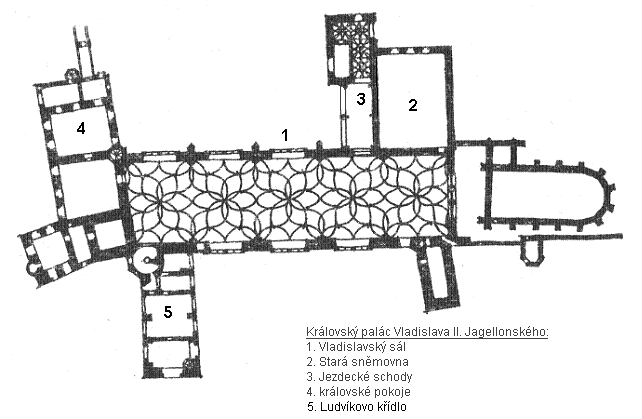
Půdorys Vladislavova patra

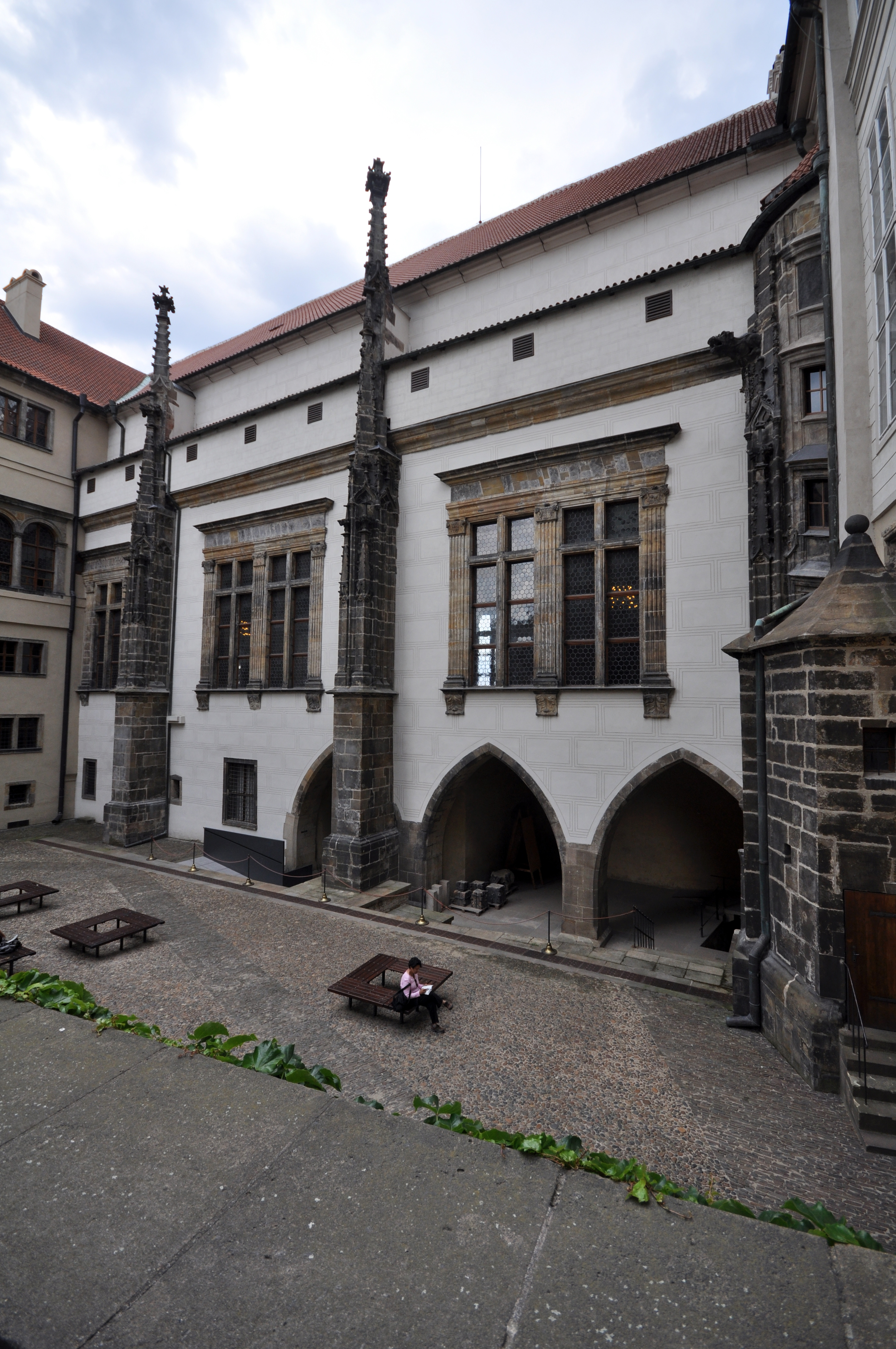
Starý královský palác, severní strana

Při archeologickém průzkumu byly v místech Starého paláce objeveny zbytky dřevěných staveb, snad už z 9. století. Spodní patro paláce vzniklo současně se Soběslavovým kamenným ohrazením po roce 1135. Někdy kolem roku 1303 palác vyhořel a zpustl, takže Jan Lucemburský i mladý Karel jej museli podstatně přestavět, včetně nové kaple. Koncem 14. století palác západním směrem rozšířil Václav IV. a Petr Parléř nově postavil kostel Všech svatých. Za husitských bouří byl palác poničen, ale císař Zikmund jej nechal obnovit. Panovníci, počínaje Václavem IV., ale bydleli v Královském dvoře na Starém Městě pražském (poblíž Prašné brány v místech, kde se dnes nachází Obecní dům). Teprve roku 1483 se opět přestěhovali na Hrad a kolem roku 1490 zahájil Vladislav Jagellonský velkolepou obnovu paláce, včetně výstavby Vladislavského sálu, v níž pokračoval i jeho syn Ludvík Jagellonský (jižní křídlo České kanceláře). Po požáru roku 1541 byl starý palác opraven, dříve obytné místnosti sloužily už jen jako kanceláře a Ferdinand I. Habsburský začal budovat nový palác západním směrem, podél jižní strany III. nádvoří.

## Středověký palác

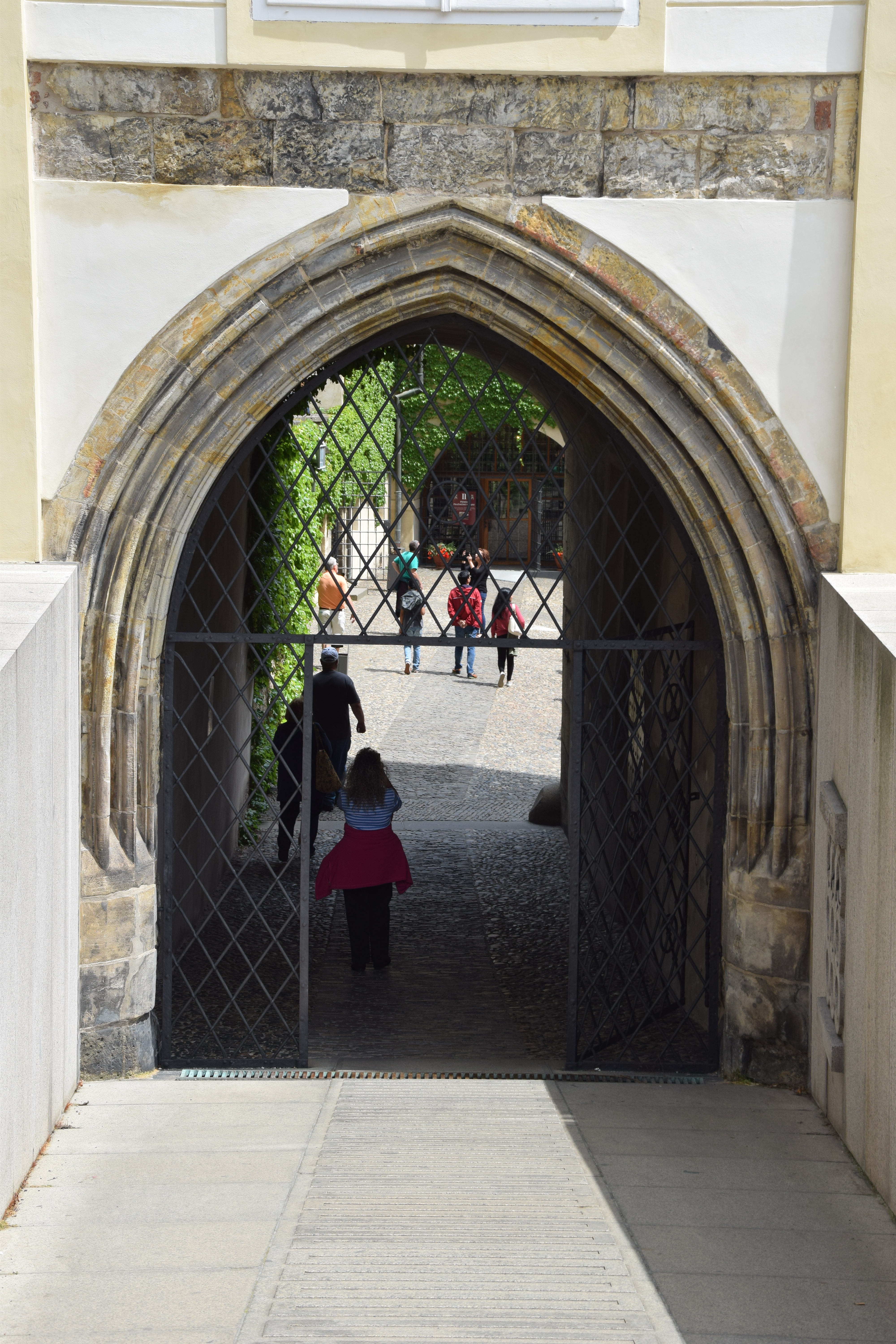
Portál na severní palácový dvůr ze třetího hradního nádvoří

Středověký palác je jen částečně zachován jako suterén Starého královského paláce na Pražském hradě. Vstup je ze severního dvora, kam se vchází gotickým portálem po šikmé rampě ze třetího hradního nádvoří.

### Románský palác
Po roce 1135 zde nechal kníže Soběslav I. vybudovat kamenný románský palác po vzoru říšských falcí. Zachoval se podlouhlý trůnní sál s kaplí na východní straně z neomítaného kvádříkového zdiva o celkových rozměrech 11 × 67,5 metru. Jeho jižní stěna byla součástí jižní hradby, zvenčí zpevněné polygonálními věžicemi. Sál s románskou valenou klenbou s plochými pasy je dnes předělen gotickým schodištěm. Podlaha nejspodnějšího patra je zhruba na úrovni jižní zahrady Na Valech.

### Gotický palác
Václav I. z rodu Přemyslovců se věnoval nejen výstavbě nových hradů, ale i dostavbám a obnově paláce na Pražském hradě. Po Soběslavovi I. a Václavovi I. palác rozšířil Přemysl Otakar II., který se za své vlády (1253–1278) soustředil hlavně na zesílení hradního opevnění. V královském paláci se jednalo spíše o úpravy pro účely reprezentace a bydlení. Jak on, tak i jeho syn Václav II., bydleli stále v románském paláci Soběslava I. Přemysl Otakar II. však k paláci připojil další krátká křídla do severního palácového dvora. Kolem roku 1303, koncem vlády Václava II., královský palác vyhořel a byl nadále zcela neobyvatelný.
Zásluhy na obnově královského paláce měl otec Karla IV. Jan Lucemburský, který mnoho stavěl na Pražském hradě, jak píše i Petr Žitavský ve Zbraslavské kronice. Bylo to v letech 1335–1337, kdy kralevic Karel příliš v Čechách nepobýval. Jan Lucemburský se pravděpodobně rozhodl přebudovat vyhořelý palác kvůli své druhé ženě Beatrix Bourbonské, se kterou v sobě našli vzájemné zalíbení, stvrzené sňatkem v roce 1334 a narozením syna Václava v roce 1337. Ten byl pojmenován na počest českého národního světce. Ruiny románského paláce byly zbourány do úrovně severního palácového dvora. Na nich byl vystavěn palác delší, vyšší a rozsáhlejší, s arkádami otevřenými do severního palácového dvora. V paláci byly kromě obytných místností i soudní světnice, kde zasedal zemský soud, a velká síň na úrovni dnešního Vladislavského sálu. Reprezentativní sály byly pravděpodobně tři, z nichž jeden sloužil jako "obrazárna". Na východě byl k paláci přistavěn kolegiátní kostel Všech svatých.
Hlavními staviteli dvora Karla IV. byli Matyáš z Arrasu a později Petr Parléř. Přestože se našlo několik kamenických značek, dosud se neví, kdo byl stavbou královského paláce pověřen. Není vyloučena ani účast zahraničních stavitelů, jak tomu napovídají značky na skupině portálů v přízemí paláce, které připomínají značky francouzských mistrů kameníků.
Václav IV. taktéž zasáhl do podoby paláce například dostavbou severního kolmého křídla – zde se nachází tzv. sloupová síň, která je poslední dokončenou místností v paláci před husitskými válkami. S obnovou paláce po husitských válkách je spojen na základě písemných pramenů Zikmund Lucemburský a král Vladislav II. Jagellonský dal palác výrazně přestavět.

## Architektonický popis
Na místě Starého královského paláce se již v 10. století, za vlády knížete Václava, nacházel dřevěný palác, nejspíše o výšce dvou podlaží.

### Vnější uspořádání

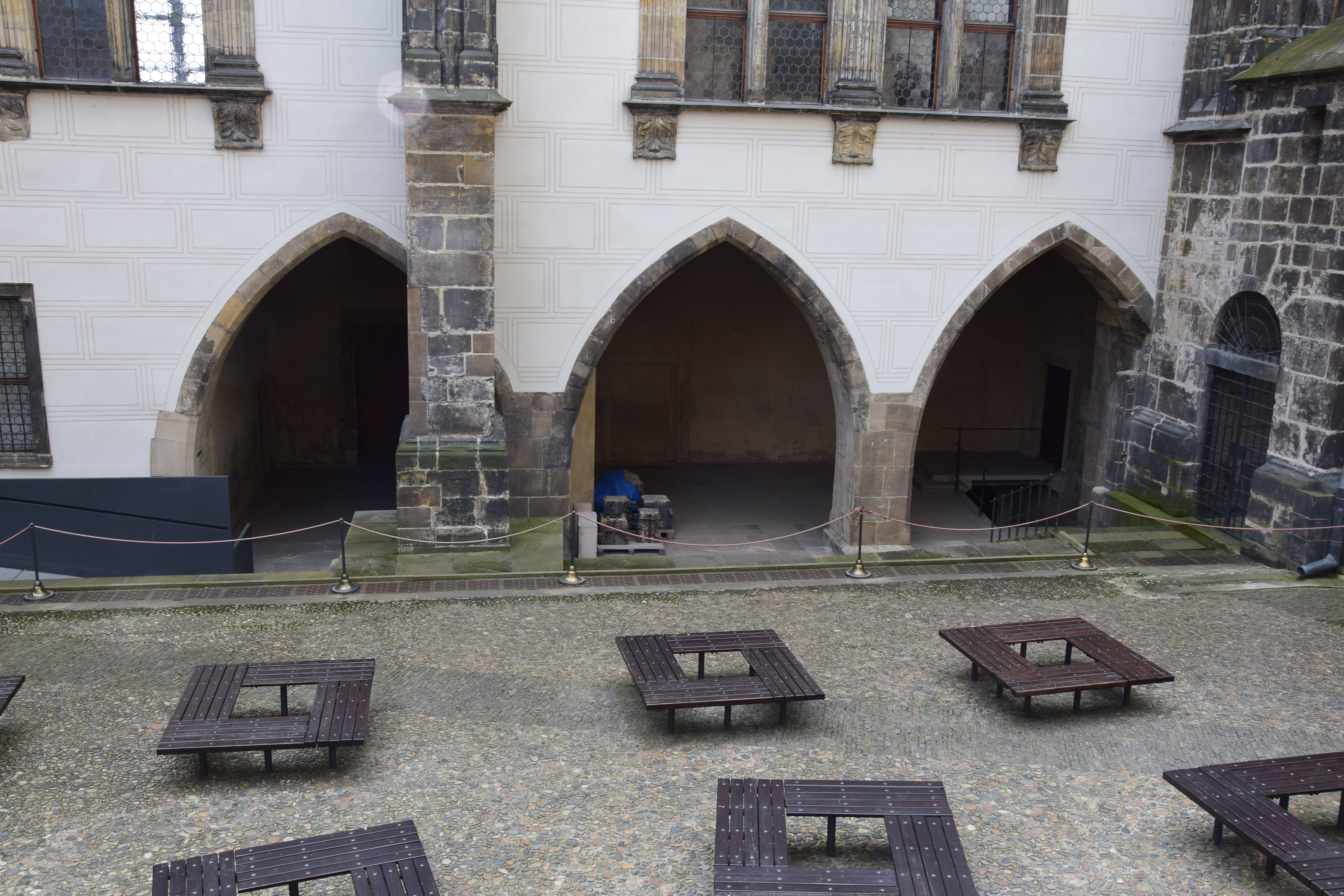
Severní palácový dvůr – arkády

Gotická přestavba románského paláce respektovala původní dispozici (orientace celého pražského hradu byla dána především způsobem opevnění z doby Soběslava I.), zachovala její podélný tvar i východo-západní orientaci. Později bylo k podélnému traktu paláce přistavěno severní kolmé křídlo.
Gotické patro paláce má mohutné stěny z opracovaných kvádrů kamene. Lze se k němu dostat vstupem z třetího nádvoří. Lomeným profilovaným portálem se vchází na severní palácový dvůr, kde lze dnes opět vidět arkády, řadu lomených oblouků se zkosenými hranami, přímo vybíhajících ze čtverhranných pilířů se seříznutými hranami.
Tyto arkády jsou z období vlády Karla IV., který jimi ze severu rozšířil palác, aby v prvním patře mohlo vzniknout velké reprezentativní podlaží. Arkády byly za vlády Václava IV. zazděny. Tři z původních devíti (v některých zdrojích se mluví o deseti arkádových obloucích) byly v první polovině 20. století odhaleny.
Gotický palác měl původně zřejmě tři patra, přístup do prvního patra byl veden z východní strany severního dvora, že se jednalo o patro s reprezentativními sály lze poznat i podle velkého lomeného profilovaného portálu, kterým se do prvního patra vcházelo. Úroveň podlahy reprezentativního sálu v patře se sice shodovala s úrovní podlahy dnešního Vladislavského sálu, sál byl však kratší než je dnes.

### Vnitřní uspořádání

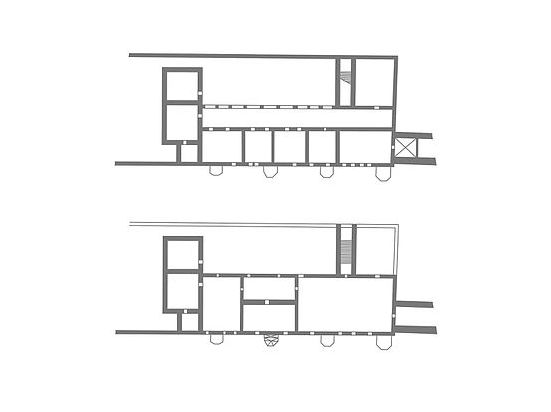
Možný půdorys – přízemí a první patro (Karlův palác – 14. století)

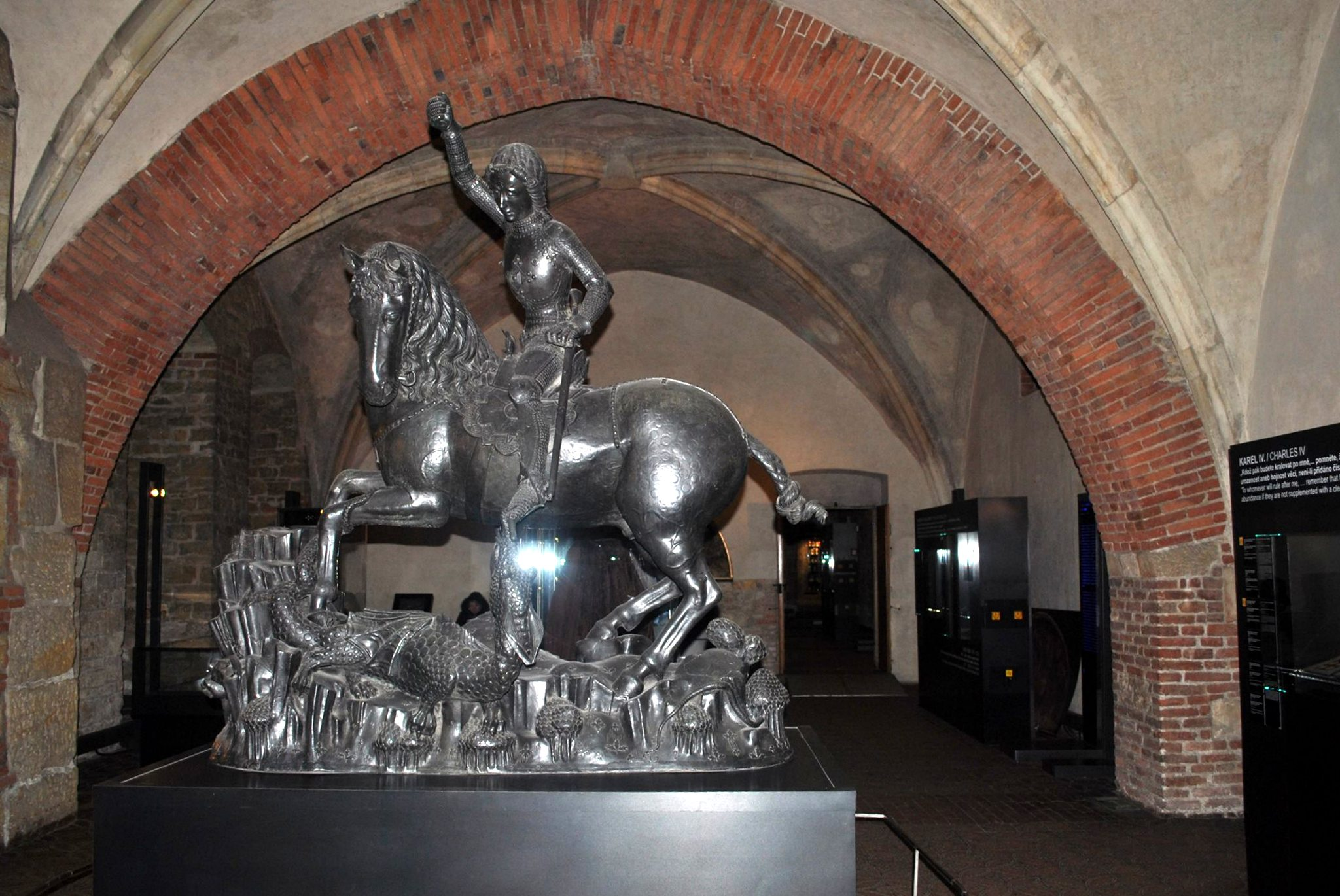
Lucemburské patro
s originálem sochy svatého Jiří

Za již zmíněnými arkádami směrem k jihu bylo nejspíše pět sálů, určených pravděpodobně k obývání. Měly původně dřevěné stropy, k zaklenutí došlo až za vlády Václava IV. Stropy těchto pěti síní byly zaklenuty vesměs na půdoryse příčně ložených obdélníků, nelomenou křížovou klenbou se žebry. Po husitských válkách, za vlády Zikmunda Lucemburského, byla část prostor zřejmě zaklenuta znovu.
Klenby se zachovaly dodnes, v první části jsou žebra ve tvaru hruškovce a sbíhají se do konzol zkoseného polygonálního tvaru s krycí deskou, taktéž polygonálního tvaru. Svorníky jsou zde prstencové. Ve druhé části jsou žebra vyžlabená klínová (hranolovitě okosená) a sbíhají se do konzol kuželovitého tvaru. Svorníky jsou zde bez dekorace. Okna paláce obdélného tvaru jsou dělena středovými kříži.

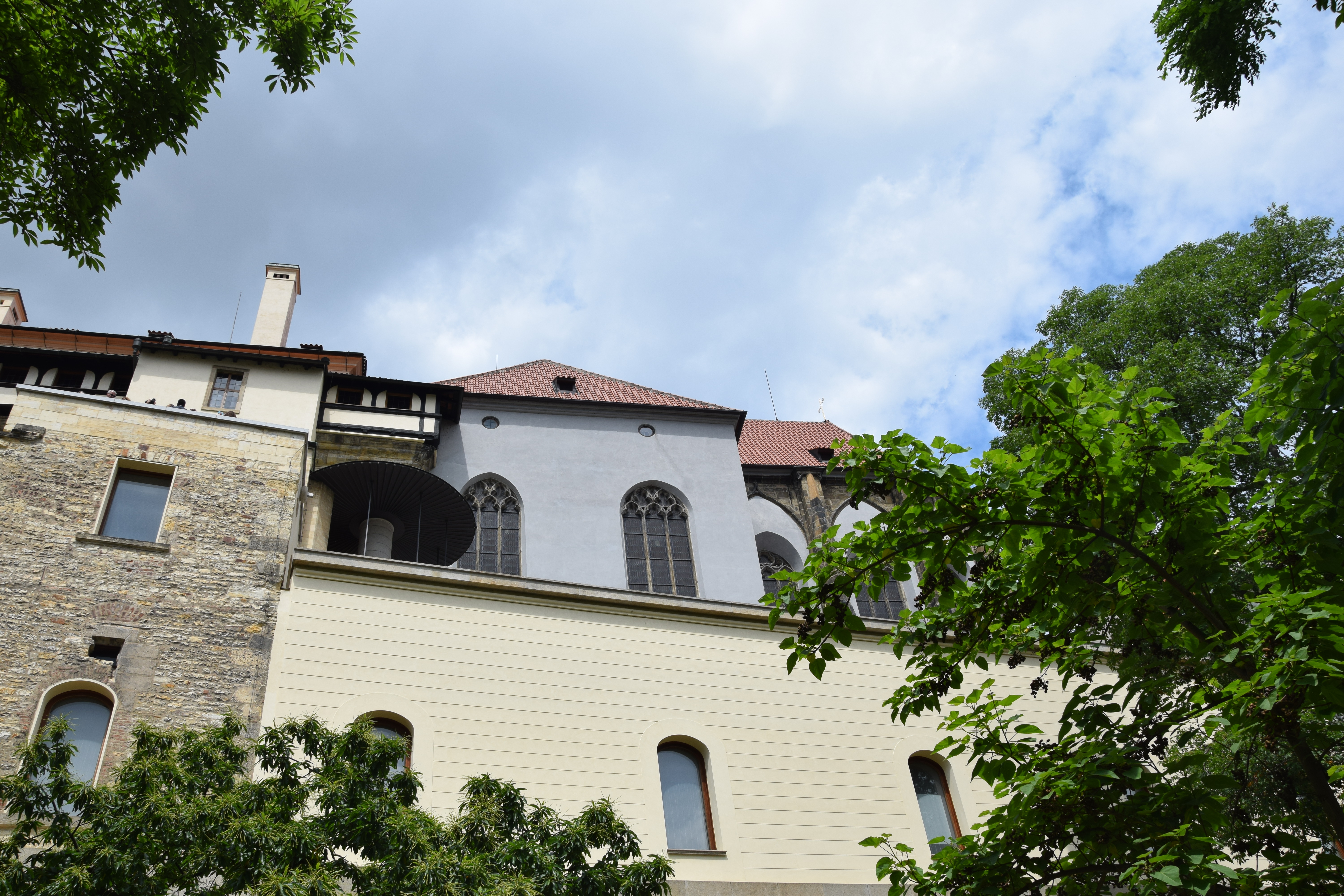
Kostel Všech svatých ze zahrady Na valech

K protáhlé podélné stavbě se později, za vlády Václava IV., ze západu přimklo severní kolmé křídlo, v jehož přízemí byly vybudovány dvě místnosti, jižní z nich je tzv. Sloupový sál Václava IV. Zazděním arkád vznikla chodba, jejímž přepažením vznikla řada malých komnat s valenou klenbou. Na samém východním konci gotického podlaží se nachází kostel Všech svatých, vybudovaný za Karla IV. po vzoru Sainte-Chapelle v Paříži.
Portály v gotickém paláci mají několik podob. Portálem staršího typu je profilovaný portál s trojlaločným zakončením nahoře. Mezi jednotlivými místnostmi lze nalézt portály pravoúhlé se zkosenými hranami. Portály jsou zkoseny buď z jedné nebo z obou stran. Pokud je zkosení jen z jedné strany, potom je na straně, kudy se vchází do té významnější z obou místností. Vstupní portál s edikulou je z období pozdní gotiky, má sloupy s tordováním (šroubovité tvarování dříku) a s hlavicemi s vegetativním vzorem, s tympanonem a římsou. Dalším typem je sedlový portál – některé z těchto portálů mají i postranní bohatou profilaci.
Karlův palác, který není dochován ve své původní podobě, byl postaven po francouzském vzoru za vlády Karla IV. na místě původního románského paláce. V přízemí bylo na západní straně severní kolmé křídlo, které sloužilo jako obytné (tuto část přestavoval Václav IV.). Celý podélný trakt byl v přízemí plochostropý, rozdělený do pěti menších místností, původně neklenutých s rovnými dřevěnými stropy, tíhu konstrukce nesly postranní věžičky. Čtyři místnosti byly obdélného a jedna čtvercového půdorysu. První patro bylo rozděleno nejspíše na tři části. Ze středního ze tří sálů byl přístup do soukromé arkýřové kaple Karla IV., která dnes již neexistuje.
Sloupová síň Václava IV. je z doby kolem roku 1400. Byla zaklenuta na dva štíhlé osové pilíře válcového tvaru (rozděleny na patku, podstavec a dřík) sérií nepravidelných křížových kleneb, jejichž žebra do pilířů dosedají bez konzol. Žebra jsou několikrát vyžlabena. Na stěnách žebra sbíhají do pyramidových konzol bez krycí desky. Tato klenba je potom v severozápadní rohové části doplněna klenbou obkročnou. Jedno z možných vysvětlení pro použití této klenby je umístění krbu v této části místnosti. Klenební žebra jsou nasazována v různých výškách (ne ovšem s takovými výškovými rozdíly jako ve Vladislavském sále), což mohlo být způsobeno nepravidelným půdorysem. Sloupová síň Václava IV. svou nejasnou tektonikou vybočuje z typicky gotických kleneb. Původně se jednalo o reprezentativní místnost s možností obývání (společně s druhou síní na severu). O případné obytné funkci svědčí možné umístění krbu i velká okna s vloženými kamennými kříži, která jsou nyní pod úrovní terénu.
Karlova síň vznikla propojením tří původních místností, jak je vidět z mohutných cihelných klenebních pasů a pasů v dlažbě. V polovině 19. století byla podlaha vydlážděna gotickými dlaždicemi s dekorem listu, v malé části místnosti s motivem českého lva. Původně ploché stropy byly později nahrazeny žebrovou klenbou, jedno pole klenby dostalo v 16. století sgrafitovou výzdobu.
Na jižní obvodové stěně si lze všimnout mohutných pilířů, nesoucích klenbu Vladislavského sálu, který se nachází o jedno patro výše.

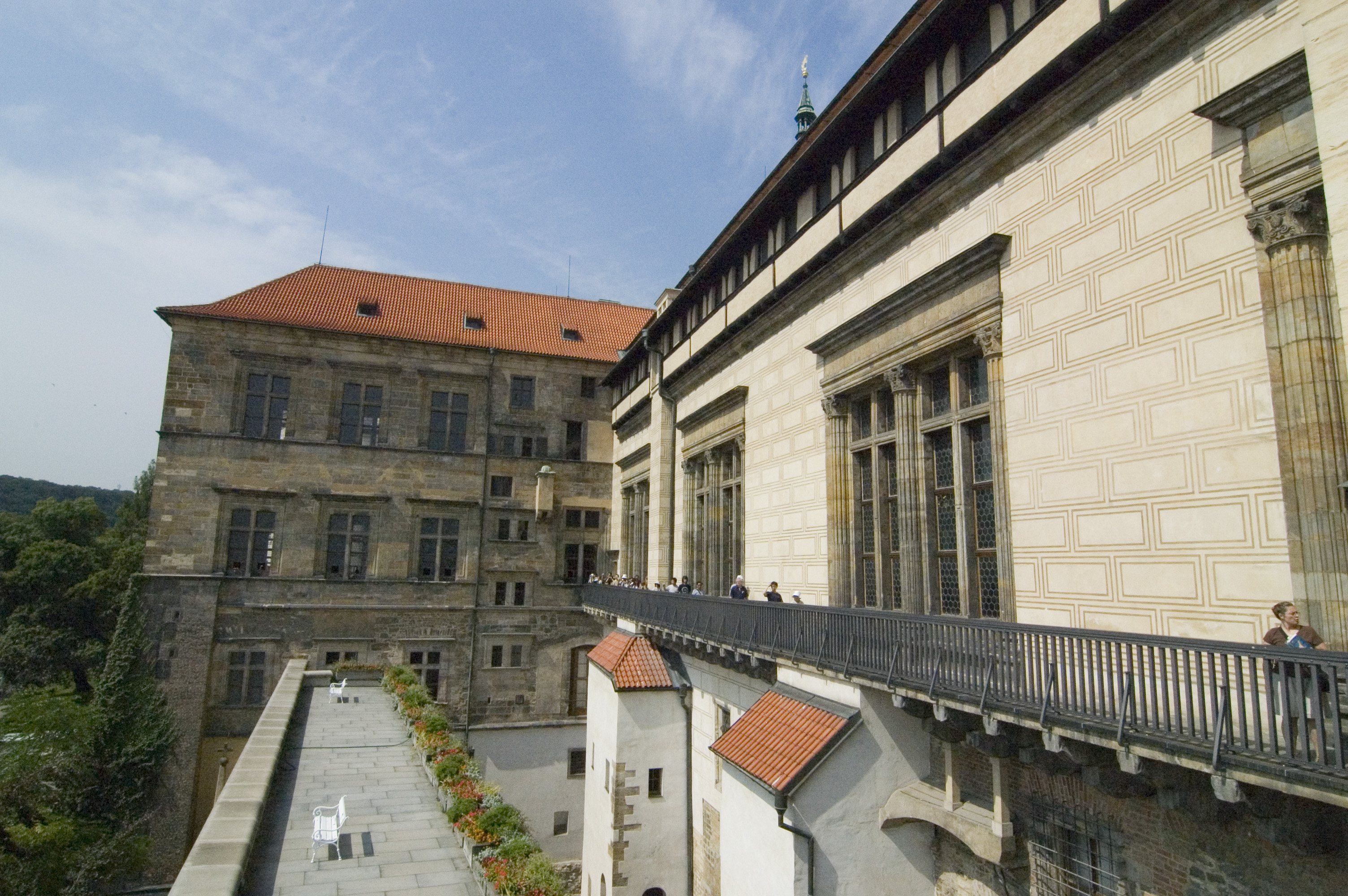
Jižní strana Starého paláce, pohled k západu. Vpravo okna Vladislavského sálu, pod ním stěna románského paláce, vlevo dole Tereziánské a v pozadí Ludvíkovo křídlo

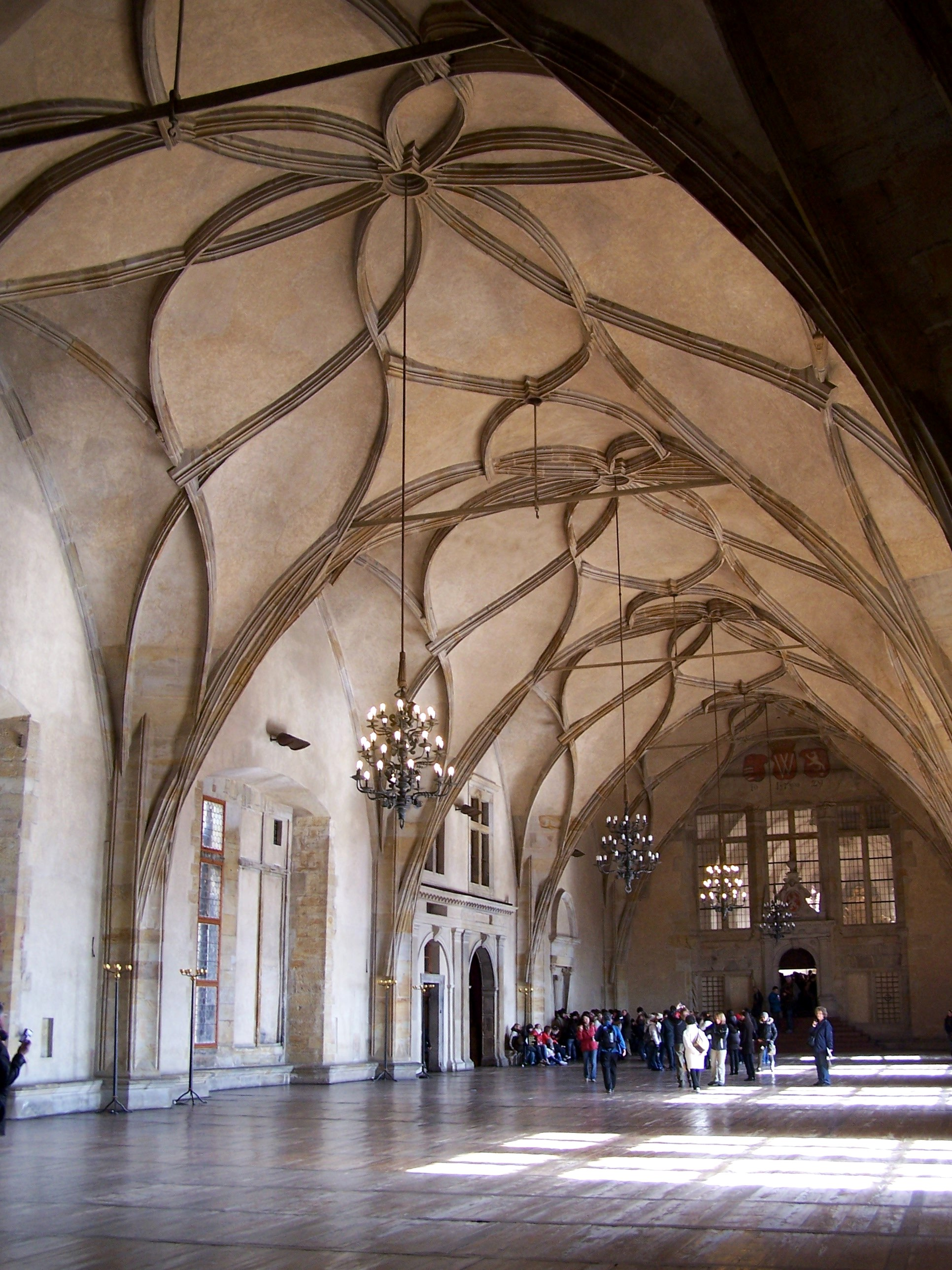
Vladislavský sál, pohled k východu

## Jagellonské prostory

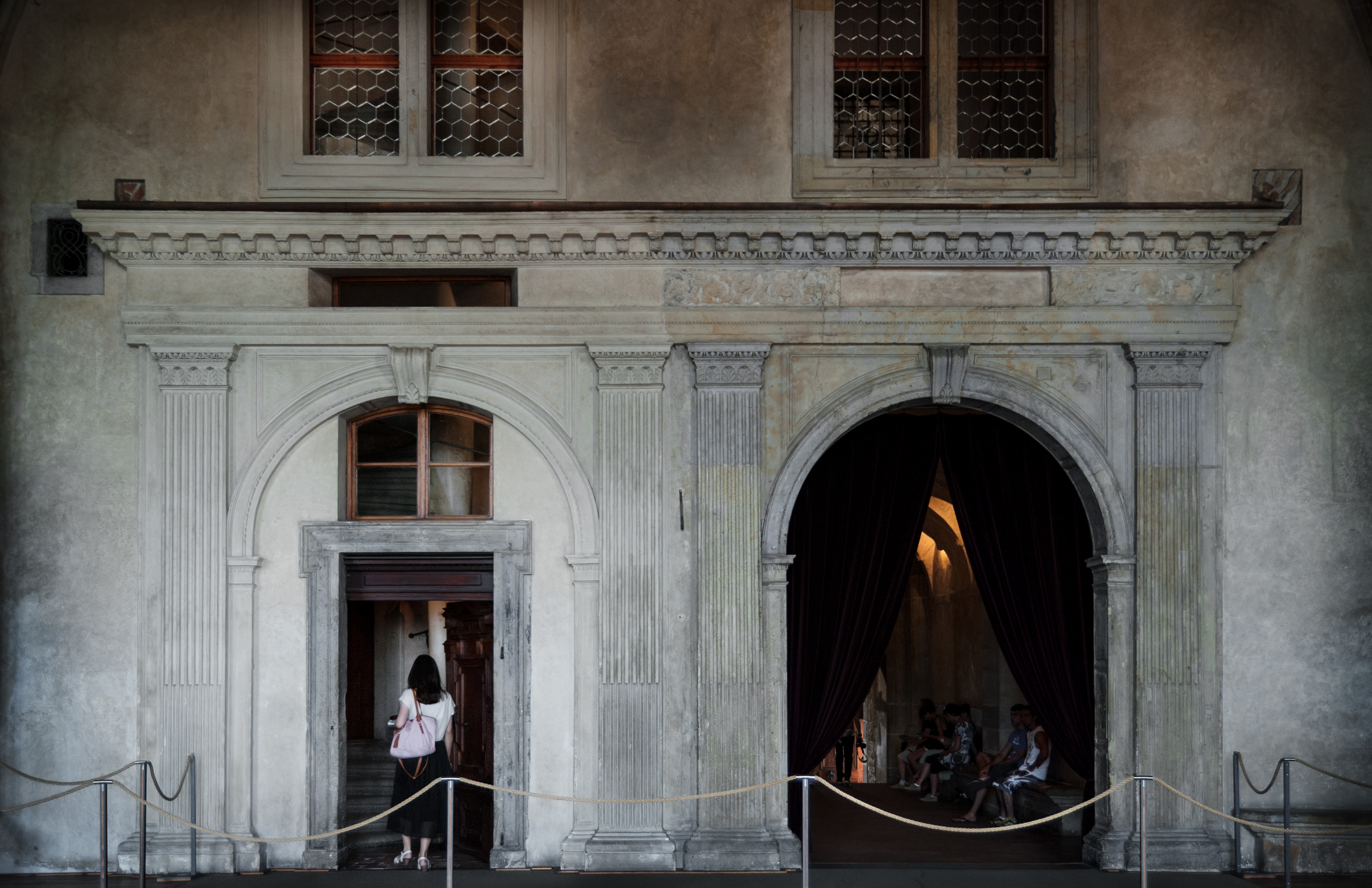
Dvojportál

Hlavní vchod do paláce je portikem ze třetího nádvoří do západního křídla. Ve vstupním prostoru vpravo je patrná zeď románské věže, původně strážící jižní vstup do hradu. V severním křídle (vlevo) je tzv. Zelená světnice a tzv. Vladislavova ložnice (Audienční síň), pozdně gotická místnost, která spolu s vedlejší místností sloužila soudním úředníkům, jejichž erby jsou vymalovány na stěnách. Obytné místnosti Vladislavovy byly o patro výše a jsou spojeny krytým mostkem s královskou oratoří v katedrále.
Centrálním a nejslavnějším prostorem je Vladislavský sál. Byl postaven v letech 1490–1502 Benediktem Rejtem a má rozměry 62 × 16 metrů a výšku třináct metrů. Je zaklenut unikátní krouženou klenbou, v jižní i severní stěně jsou obdélná okna, již zřetelně v renesančním slohu. Na jižní straně je zvenčí podél sálu kamenný balkon z 20. století na místě původního dřevěného. Schody při východní stěně sálu vedou na kruchtu kostela Všech svatých.
K východní části severní stěny Vladislavského sálu přiléhá dvojité křídlo. Vpravo je portál do tzv. Staré sněmovny s emporou. Tento prostor byl nově zaklenut po velkém požáru v roce 1541 Bonifácem Wolmutem v letech 1559–1563. Vlevo je velký dvojitý renesanční portál. Jeho levý vchod vede do místnosti desk zemských, kde byly uchovávány po jejich obnovení po velkém požáru. Pravý vchod vede na Jezdecké schody z doby knížete Přemysla Otakara II. Díky těmto schodům byl pro české rytíře zajištěn přístup z Jiřského náměstí do Vladislavského sálu, kam mohli přijíždět na koních a účastnit se tam rytířských turnajů. Později se schodiště užívalo pro přísun paliva do krbů, pro přivážení jídla do sálu a pro další potřeby Vladislavského sálu, který se pak stal místem zábavy a oslav. Schody ústí na jižní straně hradního náměstí mezi katedrálou sv. Víta a bazilikou sv. Jiří. Jejich podobu vytvořil v rámci jagellonské přestavby pozdně gotický architekt a stavitel Benedikt Rejt na počátku 16. století. Klenební žebra jsou tu kroužena v obloukových křivkách. Mají podobu krátkých segmentů, které se navzájem protínají a prostupují. Rysy, z kterých schéma tohoto vzorce vycházelo, jsou v současnosti uloženy v Akademii výtvrných umění ve Vídni. Mezi schody a sálem je umístěna supraporta s profilovaným oslím hřbetem. Tuto supraportu ohraničují ze strany od Vladislavského sálu dva korintské sloupy. Na vrcholu celé supraporty je Sima a architráv s kymou. Dále následuje prstenec, hlavice, tělo sloupu s kanelurou, patka a podium. Vlastní schodiště má devět nízkých stupňů, je široké 3,5 metru a dlouhé 8,35 metru. I díky tomuto malému rozměru klenby se mohl Benedikt Rejt soustředit na estetický účinek žeber a vytvořil tak poutavou krouženou klenbu.
Na jihozápadě se vstupuje z Vladislavského sálu do tzv. Ludvíkova křídla s několika původně obytnými místnostmi ve třech podlažích. Prostory Ludvíkova křídla byly nově upraveny za Rudolfa II. pro říšskou dvorskou radu a z oken České kanceláře byli 23. května 1618 vyhozeni oba zemští místodržící Vilém Slavata z Chlumu a Košumberka a Jaroslav Bořita z Martinic i s písařem Fabriciem během Pražské defenestrace v roce 1618.

## Tereziánské křídlo
V průběhu 17. a 18. století vznikaly další drobné přístavby a úpravy a kolem roku 1755, kdy probíhala Tereziánská přestavba celého Hradu a zejména jeho jižní fasády, bylo před jižním průčelím paláce přistavěno úzké tzv. Tereziánské křídlo. Jeho střecha byla kolem roku 1930 snesena a nahrazena terasou, takže se z jižní zahrady otevřel pohled na jižní stěnu Vladislavského sálu. Jinak se Pacassiho úprava fasád Starého paláce nedotkla a jeho středověký ráz zůstal zachován. Během 20. století proběhla řada dalších úprav (Jože Plečnik, Otto Rothmayer – podle jeho projektu bylo mj. v letech 1930–1931 postaveno kuriózní točité schodiště, nazývané i jako Rothmayerovo schodiště, které propojuje různé úrovně Tereziánského křídla); spodní patra Starého paláce byla upravena na výstavní prostory. Samostatný vchod ze zahrady Na Valech zpřístupňuje prostory využívané pro krátkodobé výstavy.

## Galerie

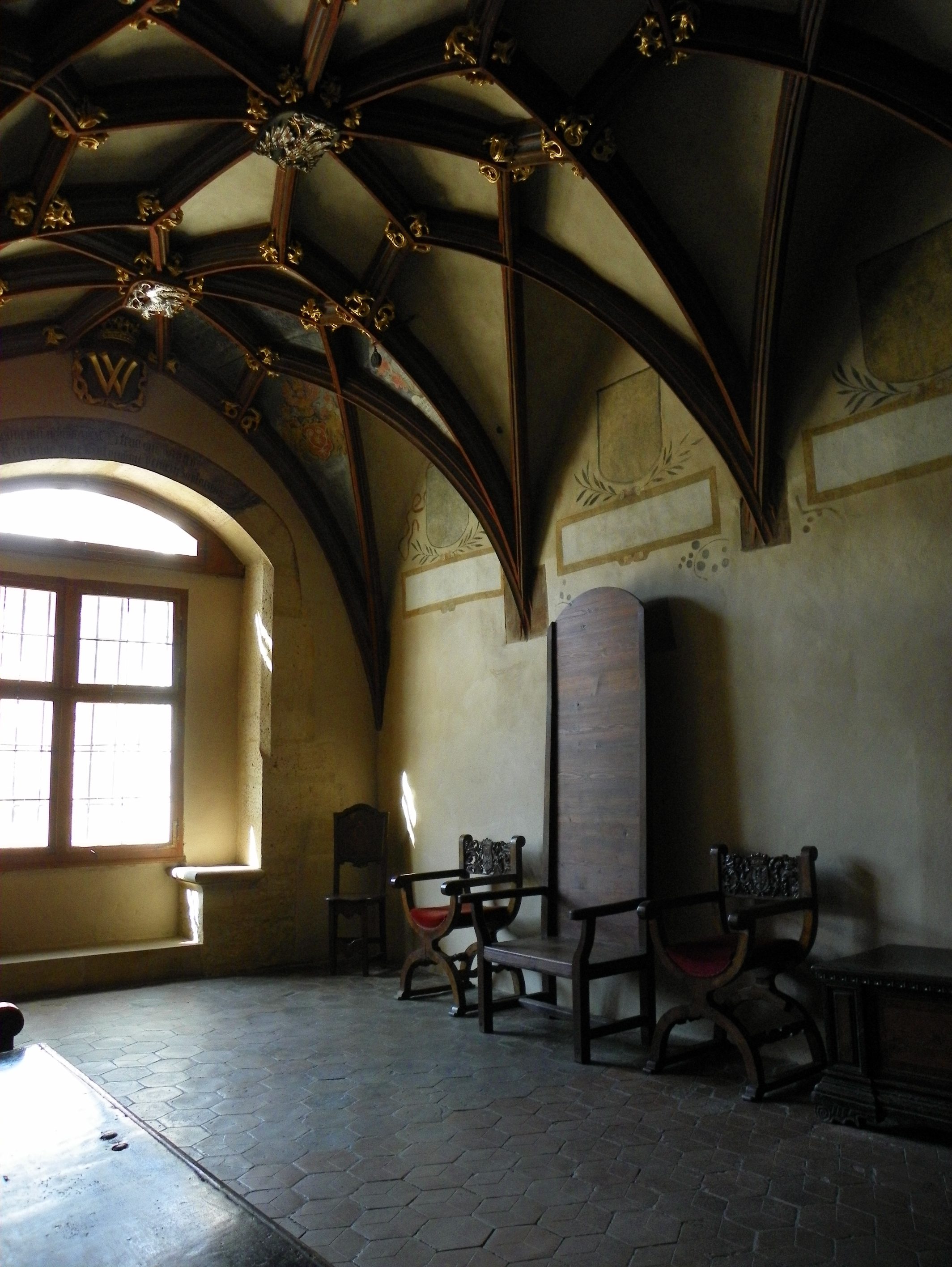
Tzv.Vladislavova ložnice
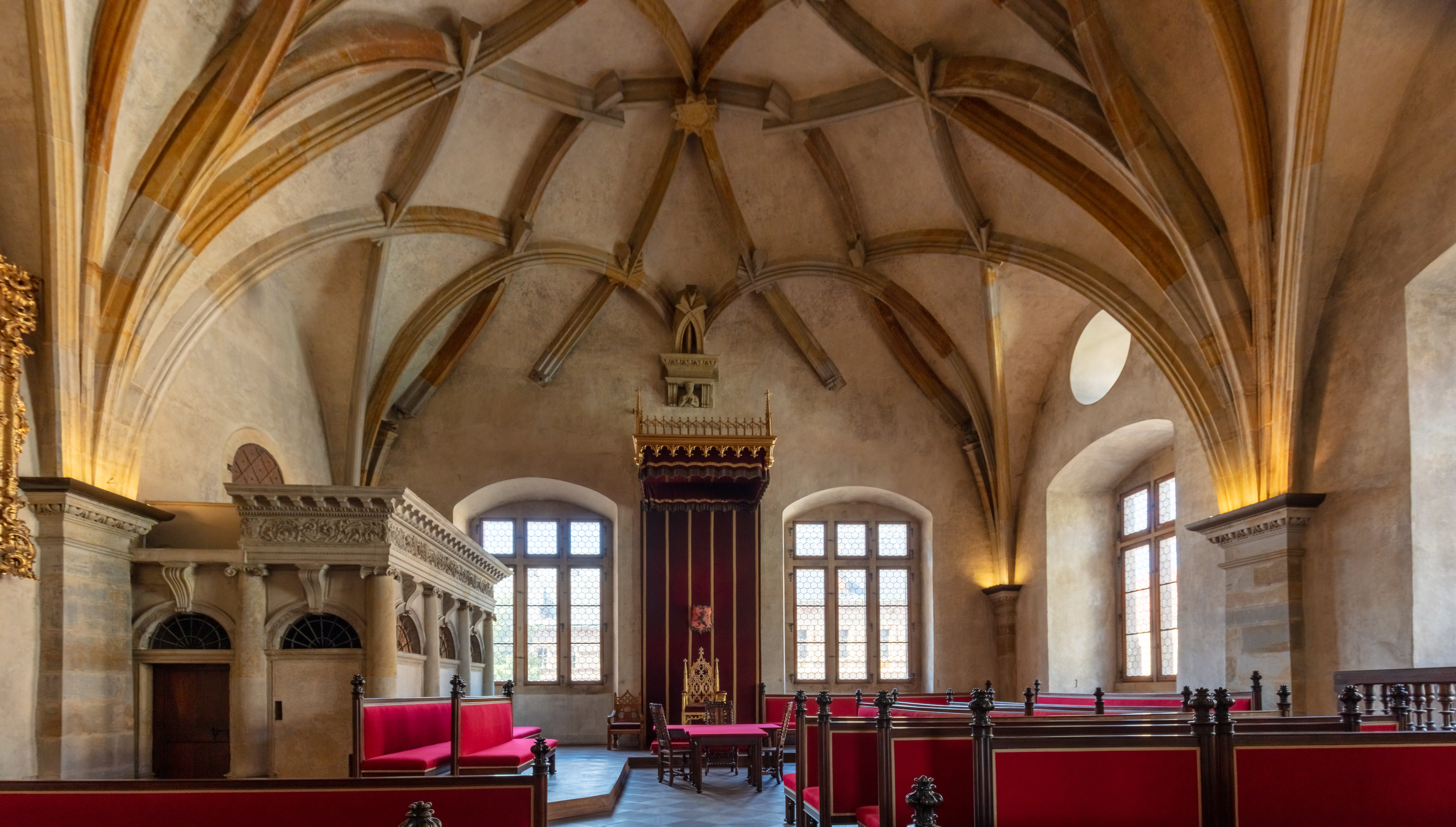
Stará sněmovna
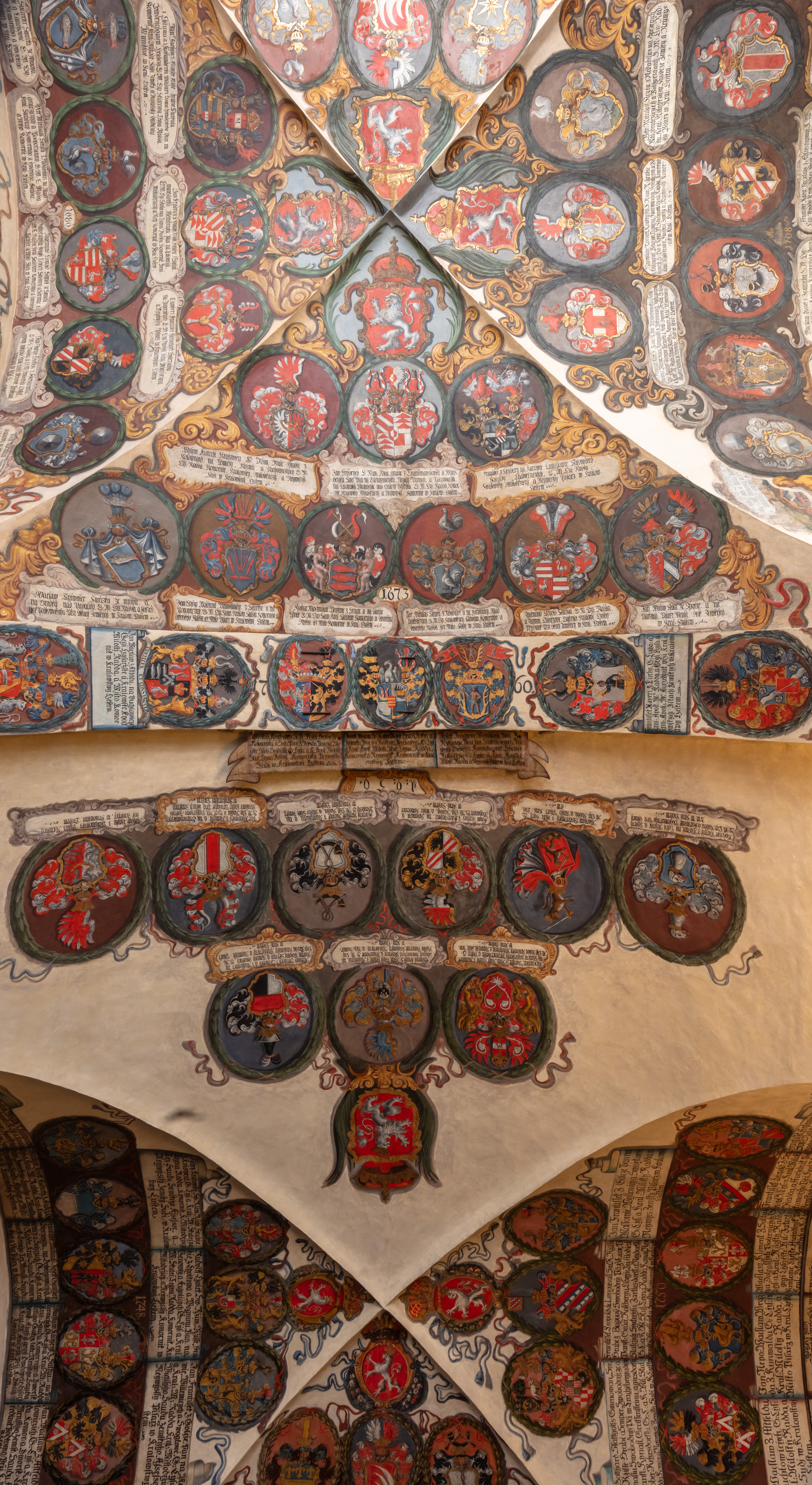
Místnost Nových zemských desk
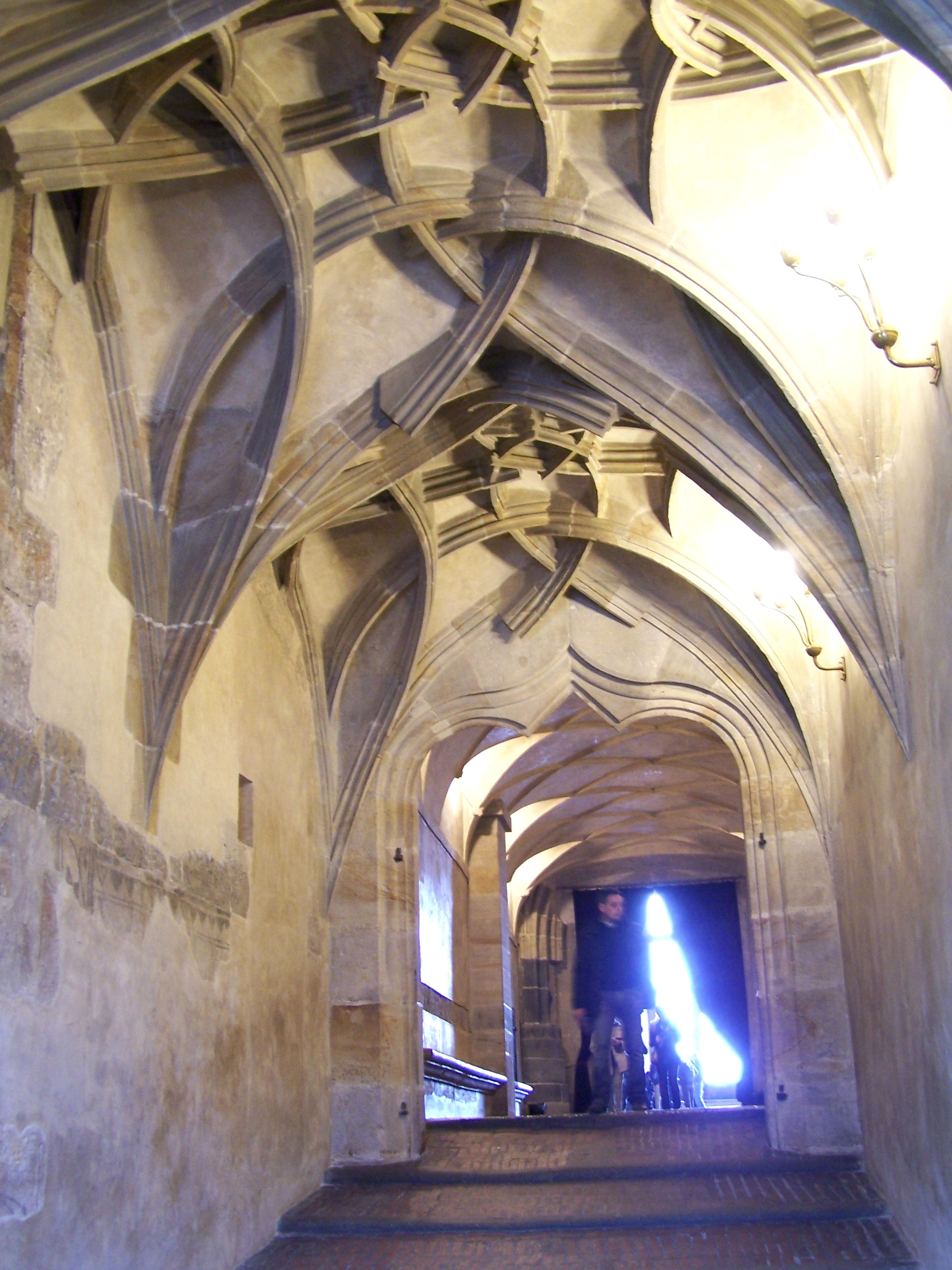
Jezdecké schody
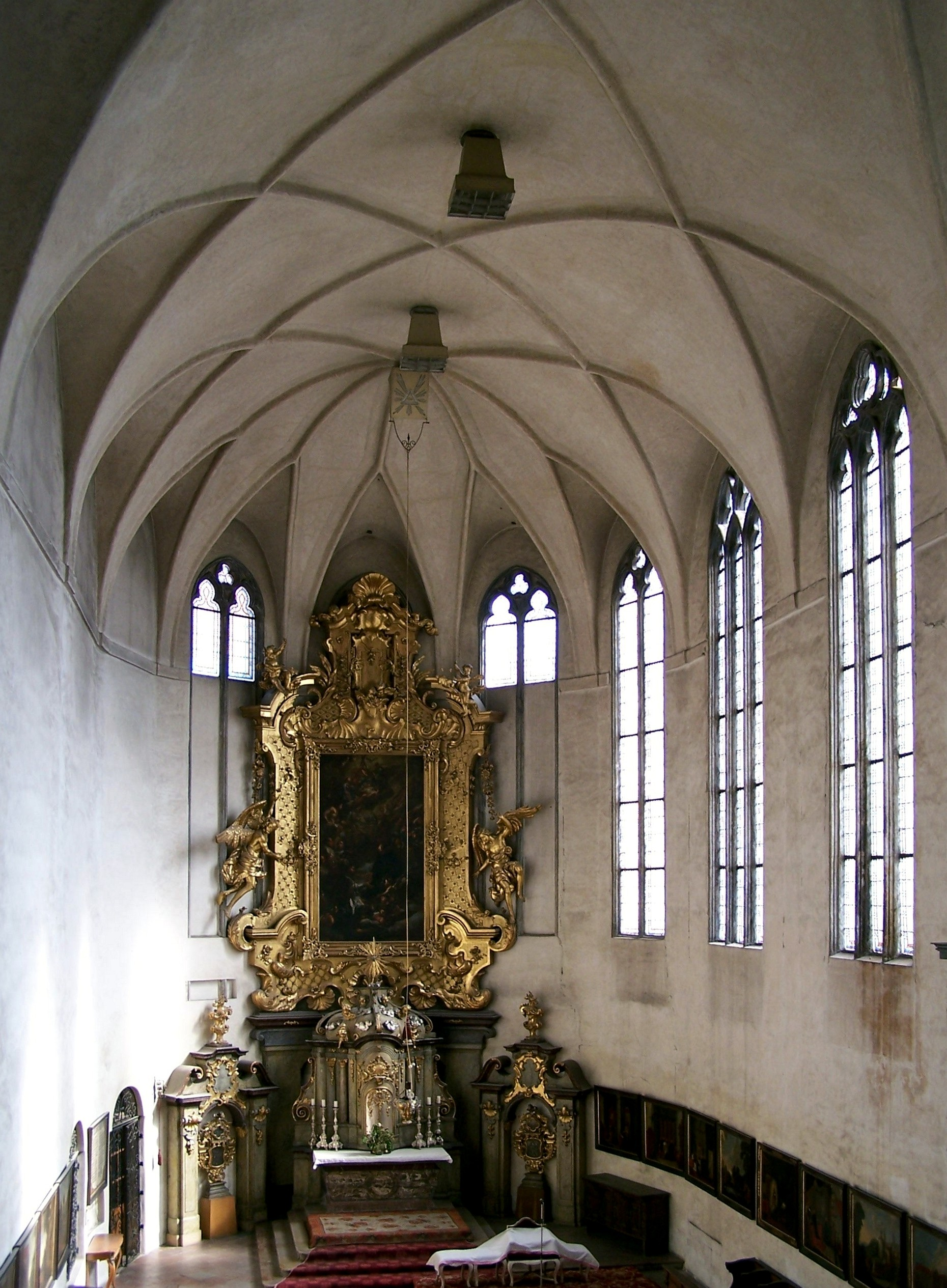
Kostel Všech svatých
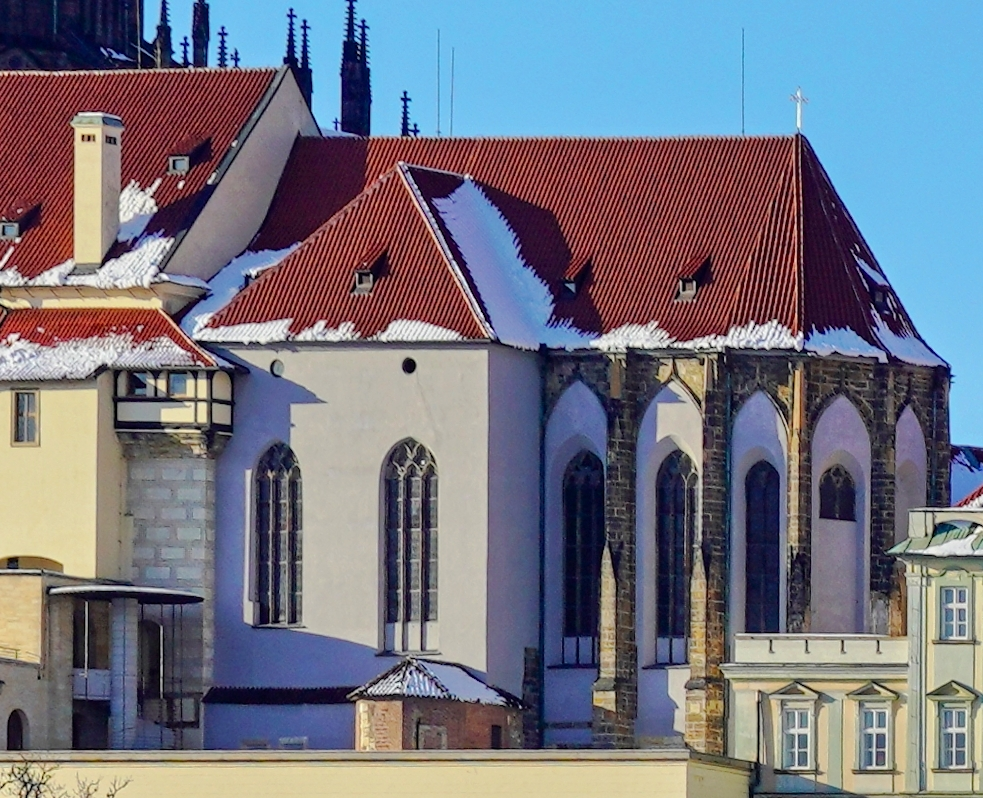
Jižní strana kostela Všech svatých, vlevo dole je stříška zakončující Rothmayerovo schodiště